# 格拉達茨
格拉達茨是克羅埃西亞的一個城鎮，位於達爾馬提亞地區南部，是一個以旅遊業為主的城鎮。格拉達茨也以游擊隊歷史著稱。

## 外部連結
- Weather forecast for Gradac （页面存档备份，存于） at AccuWeather.com

43°06′17″N 17°20′28″E / 43.10472°N 17.34111°E